# Larbi Benboudaoud
Larbi Benboudaoud (n. 5 martie 1974, Dugny, Région parisienne, Franța) este un judocan ce a reprezentat Franța, medaliat olimpic. A participat la două ediții ale Jocurilor Olimpice (2000, 2004) în care a câștigat o medalie de argint.